# Günther Schmid (Botaniker)
Wilhelm Gustav Günther Schmid (* 12. August 1888 in Braunschweig; † 17. Juli 1949 in Halle (Saale)) war ein deutscher Botaniker und Goetheforscher. Sein botanisches Autorenkürzel lautet „W.G.G.Schmid“.

## Leben
Günther Schmid studierte nach dem Abitur 1907 in Hamburg Naturwissenschaften mit Schwerpunkt Botanik und Zoologie sowie Philosophie und Deutsche Literaturgeschichte an den Universitäten in Freiburg und Jena. Im Jahr 1909 wurde er Assistent bei Ernst Stahl am Botanischen Institut der Universität Jena und 1912 mit einer Dissertation über carnivore Pflanzen zum Dr. phil. promoviert. Ab 1913 leistete Günther Schmid seinen Militärdienst als Einjährig-Freiwilliger und während des anschließenden Ersten Weltkriegs wegen einer Erkrankung Dienst als Zahlmeister beim Landsturm. 1920 wurde er Assistent am Botanischen Institut der Universität Halle, habilitierte sich 1921 für Botanik, wurde 1928 zum nichtbeamteten außerordentlichen Professor ernannt und arbeitete dann ab 1935 zur Geschichte der Naturwissenschaften als wissenschaftlicher Hilfsarbeiter im Botanischen Institut der Universität Halle. Während dieser Zeit nahm Günther Schmid noch von 1928 bis 1930 an der Universität Greifswald einen Lehrauftrag für Botanik und Pharmakognosie wahr.
Günther Schmid diente 1945 im Volkssturm und wurde nach Kriegsende im Juni 1945 kommissarischer Leiter des Botanischen Instituts, wo er an der Entnazifizierung der Universität mitwirkte. 1946 ernannte ihn die Landesregierung zum ordentlichen Professor für Geschichte der Naturwissenschaften und Pharmakognosie.
1932 wurde Günther Schmid in der Sektion Botanik als Mitglied in die Deutsche Akademie der Naturforscher Leopoldina aufgenommen.
Günther Schmidt wurde 1933 Mitglied der Sturmabteilung (SA) bzw. in der Folge des Nationalsozialistischen Deutschen Frontkämpferbundes (NSDFB), 1934 Mitglied der Nationalsozialistischen Volkswohlfahrt und 1934/1935 Mitglied im Nationalsozialistischen Lehrerbund. 1945 wurde er Mitglied der neu gegründeten Liberal-Demokratischen Partei Deutschlands (LDP).

## Schriften
- Beiträge zur Ökologie der insektivoren Pflanzen. In: Flora, Neue Folge, 4, 1912, S. 335–383 (Digitalisat)
- Zur Kenntnis der Oscillarienbewegung. In: Flora, Neue Folge, 11/12, 1918, S. 327–379 (Digitalisat)
- Über Organisation und Schleimbildung bei Oscillatoria Jenensis und das Bewegungsverhalten künstlicher Teilstücke. Beiträge zur Kenntnis der Oscillarienbewegung. In: Jahrbücher für wissenschaftliche Botanik, 60, Leipzig 1921, S. 572–627
- Das Reizverhalten künstlicher Teilstücke, die Kontraktilität und das osmotische Verhalten der Oscillatoria Jenensis. In:  Jahrbücher für wissenschaftliche Botanik, 62, Leipzig 1923, S. 328–419 (Digitalisat)
- Goethe, Thüringer Laboranten und ein Faustsagenfragment. Max Niemeyer, Halle 1937
- Schicksal einer Goetheschrift. Druckgeschichtliche Funde zur Farbenlehre. Werkstätten Burg Giebichenstein, Halle 1937
- Goethe und Mollweide in Halle. Werkstätten Burg Giebichenstein, Halle 1939
- Goethe und die Naturwissenschaften. Eine Bibliografie. Halle 1940 (unter Mitarbeit von Friedrich Wilhelm Riemer).
- Chamisso als Naturforscher, eine Bibliographie. Koehler, Leipzig 1942